# Babe Russin
Irving „Babe“ Russin (* 18. Juni 1911 in Pittsburgh; † 4. August 1984 in Los Angeles) war ein US-amerikanischer Jazz-Saxophonist (Tenor) des Swing.

## Leben und Wirken
Russin war bis auf Unterricht in seiner High School weitgehend Autodidakt. 1926 war er Mitglied der California Ramblers und danach im Smith Ballew Orchestra. 1928 war er in Europa. 1927 bis 1932 spielte er häufig mit Red Nichols, mit dem er auch viel aufnahm. In den 1930er Jahren spielte er bei Ben Pollack und Benny Goodman. Mit Goodman spielte er schon bei Red Nichols 1930. Ab Dezember 1937 war er in Goodmans Band, als Nachfolger für Vido Musso, der sich in Unfrieden von Goodman getrennt hatte. Russin musste sich erst an die Arrangements der Band gewöhnen, machte Fehler und eckte bei Goodman an, der ihn das spüren ließ. Goodman arrangierte nach kaum drei Monaten den Hinauswurf. Nachfolger von Russin wurde Bud Freeman. 1926 bis 1938 war er Studiomusiker bei CBS in New York. 1939 spielte er mit Tommy Dorsey, hatte 1941 eine eigene Band (in New York und Florida) und spielte 1942 bis 1944 mit Jimmy Dorsey. Danach war er für den Rest des Zweiten Weltkriegs in einer Army Band. Ende der 1940er spielte er wieder mit Goodman (und auch später bei Reunions der Band), war aber hauptsächlich Freelancer in Kalifornien. Ende der 1950er Jahre war er in der Fernseh-Band von ABC in Hollywood. Er spielte im Film „Glenn Miller Story“ (1953) mit und ebenso in der „Benny Goodman Story“ (1956), wo er sich selbst spielt. Auch im Soundtrack von „A Star is Born“ mit Judy Garland ist er zu hören.
Er nahm neben Goodman, Dorsey und Nichols unter anderem mit Dinah Washington, Frank Sinatra, Bunny Berigan (1935), Billie Holiday, Lionel Hampton, Jess Stacy, Sarah Vaughan, Glen Gray und 1941 auch mit der Glenn Miller Band auf. Er ist auch auf der LP „Session at Midnight“ (mit unter anderem Benny Carter, Shorty Sherock, Sweets Edison) von 1955 zu hören. Russin spielte im Coleman Hawkins Stil, passte seine Spielweise aber ständig moderneren Einflüssen an.
Seine Schwester Sunny war Pianistin, sein Bruder Jack Russin Pianist bei Red Nichols.